# Nouvelle église Saint-André de Baillestavy
Pour les articles homonymes, voir église Saint-André.
Pour l'église romane, voir Ancienne église Saint-André de Baillestavy.
L'église Saint-André de Baillestavy (catalan : sant Andreu de Vallestàvia) est une église située dans le village de Baillestavy, dans le département français des Pyrénées-Orientales et la région Languedoc-Roussillon.